# Гистен
Гистен (њем. Güsten) град је у њемачкој савезној држави Саксонија-Анхалт. Једно је од 21 општинског средишта округа Салцланд. Према процјени из 2010. у граду је живјело 4.731 становника. Посједује регионалну шифру (AGS) 15089165.

## Географски и демографски подаци
Гистен се налази у савезној држави Саксонија-Анхалт у округу Салцланд. Град се налази на надморској висини од 92 метра. Површина општине износи 36,2 km². У самом граду је, према процјени из 2010. године, живјело 4.731 становника. Просјечна густина становништва износи 131 становника/km².

## Међународна сарадња
| Мјесто    | Држава   | Врста сарадње | Од    |
| --------- | -------- | ------------- | ----- |
| Визелбург | Аустрија | контакт       | 1995. |
| Извор     |          |               |       |